# Copa Mundial de fútbol sala de la FIFA 2008
La Copa Mundial de fútbol sala de la FIFA de 2008 fue disputado en Brasil del 30 de septiembre al 19 de octubre. Este torneo fue la primera vez que se realiza en Brasil y Sudamérica. La sexta edición de la máxima cita de la categoría tuvo lugar en las ciudades de Río de Janeiro y Brasilia. Por primera vez, el torneo contará con 20 equipos en lugar de 16. la mascota oficial del evento fue Parangolé, un guacamayo azul.

## Equipos participantes
Además del anfitrión Brasil, 19 equipos clasificaron a la fase final del torneo a través de los torneos realizados por cada una de las seis confederaciones.
Los 20 equipos fueron posteriormente separados en cuatro grupos de cinco equipos, tras celebrar un sorteo realizado el 17 de julio de 2008 en el Centro de Convenciones Ulysses Guimaraes Brasilia.
| Brasil        | Italia         | Argentina | España          |
| Rusia         | Portugal       | Ucrania   | República Checa |
| Japón         | Tailandia      | China     | Irán            |
| Cuba          | Paraguay       | Guatemala | Uruguay         |
| Islas Salomón | Estados Unidos | Egipto    | Libia           |

## Sedes
Para el torneo fueron habilitados dos estadios en dos importantes ciudades del país.
|           | Gimnasio de Maracanãzinho | Gimnasio Polideportivo Jornalista Nilson Nelson |
| --------- | ------------------------- | ----------------------------------------------- |
|           |                           |                                                 |
| Ciudad    | Río de Janeiro            | Brasília                                        |
| Capacidad | 16.600                    | 12.100                                          |

## Árbitros
| Confederación                    | Árbitros                       |
| -------------------------------- | ------------------------------ |
| AFC                              | Kirguistán : Nurdin Bukuev     |
| AFC                              | Japón : Kazuya Ispkawa         |
| AFC                              | Malasia : Badrul Kalam         |
| AFC                              | Australia : Scott Kidson       |
| AFC                              | Corea del Sur : Jang Kim       |
| AFC                              | China : Zhizhong Li            |
| AFC                              | Irán : Alireza Balsini         |
| Confederación Africana de Fútbol | Libia : Tawfik Al-Dawi         |
| Confederación Africana de Fútbol | Egipto : Saiud Abdul-Kader     |
| Confederación Africana de Fútbol | Mozambique : Asselam Khan      |
| Concacaf                         | Guatemala: Carlos del Cid      |
| Concacaf                         | Cuba: Antonio Betancourt       |
| Concacaf                         | Estados Unidos: Jason E. Krnac |
| Concacaf                         | Costa Rica: Hector Sequeira    |
| Concacaf                         | México: Francisco Llerenas     |
| OFC                              | Fiyi : Amitesh Behari          |

| Confederación | Árbitros                              |
| ------------- | ------------------------------------- |
| CONMEBOL      | Venezuela : Octalivar Hernández       |
| CONMEBOL      | Argentina : Sergio Ghibaudi           |
| CONMEBOL      | Brasil : Tales Goulart                |
| CONMEBOL      | Ecuador : Franklin Moreira            |
| CONMEBOL      | Colombia : Fabian López               |
| CONMEBOL      | Perú : Héctor Estuardo Rojas Figueroa |
| CONMEBOL      | Uruguay: Álvaro Pintos                |
| CONMEBOL      | Paraguay : Nestor Valiente            |
| UEFA          | Italia : Massimo Cumbo                |
| UEFA          | Portugal : Antonio Fernandes          |
| UEFA          | España : Roberto Gracia               |
| UEFA          | República Checa : Karel Henych        |
| UEFA          | Ucrania : Oleg Ivanov                 |
| UEFA          | Rusia : Ivan Shabanov                 |
| UEFA          | Croacia : Edi Sunjic                  |
| UEFA          | Hungría : Karoly Torok                |

## Desarrollo del torneo

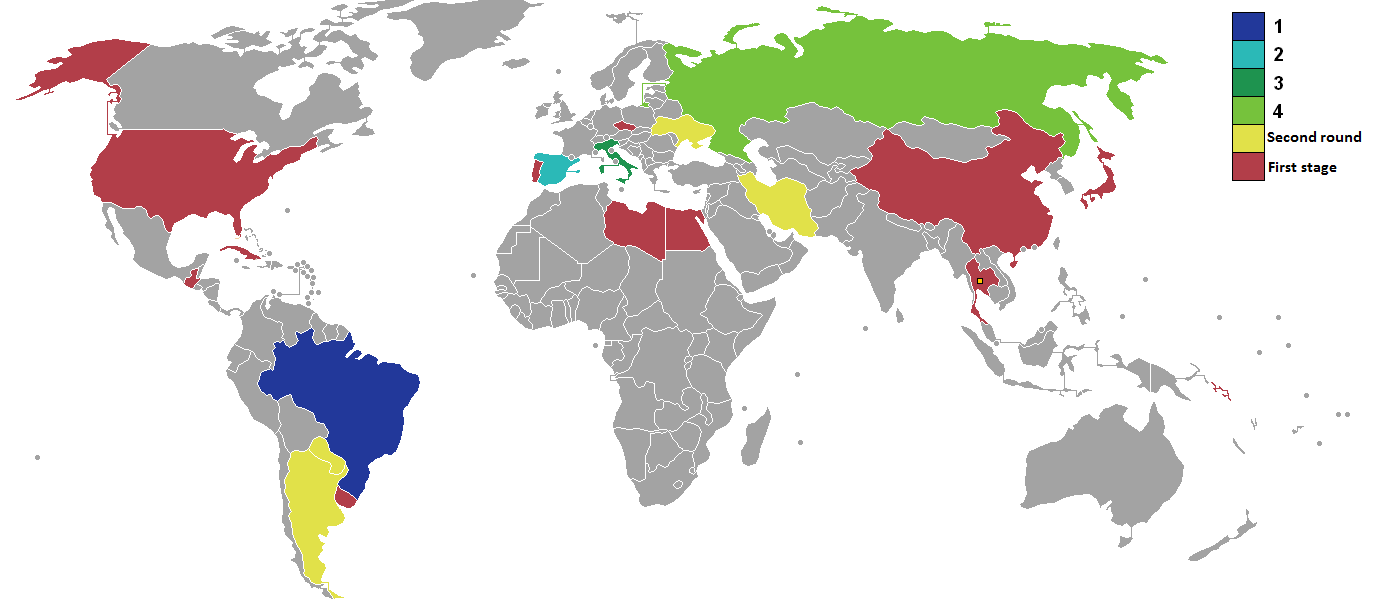
Mapa según los resultados del torneo.

En la primera fase del torneo, los países se enfrentaron en grupos con cinco equipos. Los dos mejores de cada uno avanzó a la segunda etapa de grupos, la cual definirá los cuatro semifinalistas. 

## Primera fase
(30 de septiembre - 9 de octubre)

### Grupo A
| Equipo        | Pts | PJ | PG | PE | PP | GF | GC | Dif |
| ------------- | --- | -- | -- | -- | -- | -- | -- | --- |
| Brasil        | 12  | 4  | 4  | 0  | 0  | 49 | 1  | +48 |
| Rusia         | 9   | 4  | 3  | 0  | 1  | 50 | 15 | +35 |
| Japón         | 6   | 4  | 2  | 0  | 2  | 13 | 24 | -11 |
| Cuba          | 3   | 4  | 1  | 0  | 3  | 16 | 25 | -9  |
| Islas Salomón | 0   | 4  | 0  | 0  | 4  | 6  | 69 | -63 |

|  | Brasil | 12:1 | Japón |  |  |

|  | Cuba | 10:2 | Islas Salomón |  |  |

|  | Islas Salomón | 0:21 | Brasil |  |  |

|  | Rusia | 10:5 | Cuba |  |  |

|  | Brasil | 7:0 | Rusia |  |  |

|  | Japón | 7:2 | Islas Salomón |  |  |

|  | Japón | 4:1 | Cuba |  |  |

|  | Rusia | 31:2 | Islas Salomón |  |  |

|  | Brasil | 9:0 | Cuba |  |  |

|  | Rusia | 9:1 | Japón |  |  |

### Grupo B
| Equipo         | Pts | PJ | PG | PE | PP | GF | GC | Dif |
| -------------- | --- | -- | -- | -- | -- | -- | -- | --- |
| Paraguay       | 9   | 4  | 3  | 0  | 1  | 19 | 5  | +14 |
| Italia         | 9   | 4  | 3  | 0  | 1  | 12 | 6  | +6  |
| Portugal       | 9   | 4  | 3  | 0  | 1  | 15 | 8  | +7  |
| Tailandia      | 3   | 4  | 1  | 0  | 3  | 7  | 15 | -8  |
| Estados Unidos | 0   | 4  | 0  | 0  | 4  | 5  | 24 | -19 |

|  | Italia | 1:0 | Tailandia |  |  |

|  | Paraguay | 5:0 | Estados Unidos |  |  |

|  | Estados Unidos | 1:6 | Italia |  |  |

|  | Portugal | 3:2 | Paraguay |  |  |

|  | Italia | 3:1 | Portugal |  |  |

|  | Tailandia | 5:3 | Estados Unidos |  |  |

|  | Tailandia | 0:8 | Paraguay |  |  |

|  | Portugal | 8:1 | Estados Unidos |  |  |

|  | Italia | 2:4 | Paraguay |  |  |

|  | Portugal | 3:2 | Tailandia |  |  |

### Grupo C
| Equipo    | Pts | PJ | PG | PE | PP | GF | GC | Dif |
| --------- | --- | -- | -- | -- | -- | -- | -- | --- |
| Ucrania   | 10  | 4  | 3  | 1  | 0  | 17 | 7  | +10 |
| Argentina | 10  | 4  | 3  | 1  | 0  | 13 | 5  | +8  |
| Guatemala | 6   | 4  | 2  | 0  | 2  | 14 | 9  | +5  |
| Egipto    | 3   | 4  | 1  | 0  | 3  | 9  | 12 | -3  |
| China     | 0   | 4  | 0  | 0  | 4  | 5  | 25 | -20 |

|  | Argentina | 5:0 | China |  |  |

|  | Guatemala | 1:0 | Egipto |  |  |

|  | Egipto | 2:4 | Argentina |  |  |

|  | Ucrania | 6:2 | Guatemala |  |  |

|  | Argentina | 2:2 | Ucrania |  |  |

|  | China | 2:6 | Egipto |  |  |

|  | China | 1:10 | Guatemala |  |  |

|  | Ucrania | 5:1 | Egipto |  |  |

|  | Argentina | 2:1 | Guatemala |  |  |

|  | Ucrania | 4:2 | China |  |  |

### Grupo D
| Equipo          | Pts | PJ | PG | PE | PP | GF | GC | Dif |
| --------------- | --- | -- | -- | -- | -- | -- | -- | --- |
| España          | 10  | 4  | 3  | 1  | 0  | 13 | 3  | +10 |
| Irán            | 10  | 4  | 3  | 1  | 0  | 14 | 9  | +5  |
| República Checa | 6   | 4  | 2  | 0  | 2  | 10 | 10 | 0   |
| Libia           | 1   | 4  | 0  | 1  | 3  | 7  | 14 | -7  |
| Uruguay         | 1   | 4  | 0  | 1  | 3  | 6  | 14 | -8  |

|  | España | 3:3 | Irán |  |  |

|  | Uruguay | 3:3 | Irán |  |  |

|  | Libia | 0:3 | España |  |  |

|  | República Checa | 4:1 | Uruguay |  |  |

|  | España | 4:0 | República Checa |  |  |

|  | Irán | 4:2 | Libia |  |  |

|  | Irán | 4:2 | Uruguay |  |  |

|  | República Checa | 4:2 | Libia |  |  |

|  | España | 3:0 | Uruguay |  |  |

|  | República Checa | 2:3 | Irán |  |  |

## Segunda fase
- (11 - 14 de octubre)

### Grupo A
| Equipo  | Pts | PJ | PG | PE | PP | GF | GC | Dif |
| ------- | --- | -- | -- | -- | -- | -- | -- | --- |
| Brasil  | 9   | 3  | 3  | 0  | 0  | 9  | 3  | +6  |
| Italia  | 4   | 3  | 1  | 1  | 1  | 9  | 8  | +1  |
| Irán    | 4   | 3  | 1  | 1  | 1  | 10 | 10 | 0   |
| Ucrania | 0   | 3  | 0  | 0  | 3  | 7  | 14 | -7  |

|  | Brasil | 1:0 | Irán |  |  |

|  | Ucrania | 0:4 | Italia |  |  |

|  | Italia | 0:3 | Brasil |  |  |

|  | Ucrania | 4:5 | Irán |  |  |

|  | Brasil | 5:3 | Ucrania |  |  |

|  | Irán | 5:5 | Italia |  |  |

### Grupo B
| Equipo    | Pts | PJ | PG | PE | PP | GF | GC | Dif |
| --------- | --- | -- | -- | -- | -- | -- | -- | --- |
| España    | 9   | 3  | 3  | 0  | 0  | 11 | 4  | +7  |
| Rusia     | 4   | 3  | 1  | 1  | 1  | 9  | 11 | -2  |
| Argentina | 2   | 3  | 0  | 2  | 1  | 6  | 7  | -1  |
| Paraguay  | 1   | 3  | 0  | 1  | 2  | 8  | 12 | -4  |

|  | Paraguay | 3:3 | Argentina |  |  |

|  | España | 5:2 | Rusia |  |  |

|  | España | 2:1 | Argentina |  |  |

|  | Rusia | 5:4 | Paraguay |  |  |

|  | Argentina | 2:2 | Rusia |  |  |

|  | Paraguay | 1:4 | España |  |  |

## Fase final

### Cuadro de desarrollo
|  | Semifinales | Semifinales |        |             | Final        | Final        |  |
|  |             |             |        |             |              |              |  |
|  |             |             |        |             |              |              |  |
|  | Brasil      | 4           |        |             |              |              |  |
|  | Brasil      | 4           |        |             |              |              |  |
|  | Rusia       | 2           |        |             |              |              |  |
|  | Rusia       | 2           |        | Brasil (p.) | 2 (4)        |              |  |
|  |             |             |        | Brasil (p.) | 2 (4)        |              |  |
|  |             |             | España | 2 (3)       |              |              |  |
|  | España      | 3           | España | 2 (3)       |              |              |  |
|  | España      | 3           |        |             |              |              |  |
|  | Italia      | 2           |        |             | Tercer lugar | Tercer lugar |  |
|  | Italia      | 2           |        |             | Tercer lugar | Tercer lugar |  |
|  |             |             |        |             |              |              |  |
|  |             |             |        |             | Rusia        | 1            |  |
|  |             |             |        |             | Rusia        | 1            |  |
|  |             |             |        |             | Italia       | 2            |  |
|  |             |             |        |             | Italia       | 2            |  |
|  |             |             |        |             |              |              |  |

### Semifinales
| 16 de octubre de 2008 | Rusia                  | 2:4 | Brasil                                           | Gimnasio Maracanãzinho, Río de Janeiro                         |                                                                |
|                       | Pula 18' Khamadiev 26' |     | Schumacher 4' Falcao 8' Vinicius 18' Gabriel 38' | Asistencia: 4.910 espectadores Árbitro(s): Héctor Rojas (Perú) | Asistencia: 4.910 espectadores Árbitro(s): Héctor Rojas (Perú) |

| 16 de octubre de 2008 | España                                         | 3:2 | Italia                  | Gimnasio Maracanãzinho, Río de Janeiro                            |                                                                   |
|                       | Daniel 5' Fernandao 40'+5' Foglia 40'+10' (ag) |     | Foglia 27' Grana 40'+8' | Asistencia: 5.079 espectadores Árbitro(s): Antonio Álvarez (Cuba) | Asistencia: 5.079 espectadores Árbitro(s): Antonio Álvarez (Cuba) |

### Tercer lugar
| 18 de octubre de 2008 | Rusia          | 1:2 | Italia              | Gimnasio Maracanãzinho, Río de Janeiro                         |                                                                |
|                       | Dushkevich 26' |     | Foglia 7' Assis 40' | Asistencia: 6.887 espectadores Árbitro(s): Héctor Rojas (Perú) | Asistencia: 6.887 espectadores Árbitro(s): Héctor Rojas (Perú) |

### Final
| 18 de octubre de 2008 | Brasil                     | 2:2 (t. s.)(4:3 p.) | España                | Gimnasio Maracanãzinho, Río de Janeiro                              |                                                                     |
|                       | Marquinho 25' Vinicius 37' |                     | Torras 28' Álvaro 39' | Asistencia: 10.082 espectadores Árbitro(s): Fabián López (Colombia) | Asistencia: 10.082 espectadores Árbitro(s): Fabián López (Colombia) |

| Campeón Brasil 4.to Título |

## Tabla general
| Equipo | Equipo          | Pts | PJ | PG | PE | PP | GF | GC | Dif | Rend    |
| ------ | --------------- | --- | -- | -- | -- | -- | -- | -- | --- | ------- |
| 1      | Brasil          | 25  | 9  | 8  | 1  | 0  | 64 | 8  | +56 | 92,59%  |
| 2      | España          | 23  | 9  | 7  | 2  | 0  | 29 | 11 | +18 | 85,18%  |
| 3      | Italia          | 16  | 9  | 5  | 1  | 3  | 25 | 18 | +7  | 70,37%  |
| 4      | Rusia           | 13  | 9  | 4  | 1  | 4  | 62 | 32 | +30 | 48,14%  |
| 5      | Irán            | 14  | 7  | 4  | 2  | 1  | 24 | 19 | +5  | 66,6%   |
| 6      | Argentina       | 12  | 7  | 3  | 3  | 1  | 19 | 12 | +7  | 57,14%% |
| 7      | Paraguay        | 10  | 7  | 3  | 1  | 3  | 27 | 17 | +10 | 47,61%  |
| 8      | Ucrania         | 10  | 7  | 3  | 1  | 3  | 24 | 21 | +3  | 47,61%  |
| 9      | Portugal        | 9   | 4  | 3  | 0  | 1  | 15 | 8  | +7  | 75%     |
| 10     | Guatemala       | 6   | 4  | 2  | 0  | 2  | 14 | 9  | +5  | 50%     |
| 11     | República Checa | 6   | 4  | 2  | 0  | 2  | 10 | 10 | 0   | 50%     |
| 12     | Japón           | 6   | 4  | 2  | 0  | 2  | 13 | 24 | -11 | 50%     |
| 13     | Egipto          | 3   | 4  | 1  | 0  | 3  | 9  | 12 | -3  | 25%     |
| 14     | Tailandia       | 3   | 4  | 1  | 0  | 3  | 7  | 15 | -8  | 25%     |
| 15     | Cuba            | 3   | 4  | 1  | 0  | 3  | 16 | 25 | -9  | 25%     |
| 16     | Libia           | 1   | 4  | 0  | 1  | 3  | 7  | 14 | -7  | 8,33%   |
| 17     | Uruguay         | 1   | 4  | 0  | 1  | 3  | 6  | 14 | -8  | 8,33%   |
| 18     | Estados Unidos  | 0   | 4  | 0  | 0  | 4  | 5  | 24 | -19 | 0%      |
| 19     | China           | 0   | 4  | 0  | 0  | 4  | 5  | 25 | -20 | 0%      |
| 20     | Islas Salomón   | 0   | 4  | 0  | 0  | 4  | 6  | 69 | -63 | 0%      |

## Goleadores
| Posición | Jugador                | País     | Goles |
| -------- | ---------------------- | -------- | ----- |
| 1        | Pula                   | Rusia    | 16    |
| 2        | Falcão                 | Brasil   | 15    |
| 3        | Lenísio                | Brasil   | 11    |
| 4        | Damir Khamadiev        | Rusia    | 10    |
| 4        | Schumacher             | Brasil   | 10    |
| 6        | Vladislav Shayakhmetov | Rusia    | 9     |
| 7        | Fabio Alcaraz          | Paraguay | 8     |
| 7        | Sirilo                 | Rusia    | 8     |
| 7        | René Villalba          | Paraguay | 8     |
| 10       | Fernandao              | España   | 7     |
| 10       | Nando Grana            | Italia   | 7     |
| 10       | Dmitry Prudnikov       | Rusia    | 7     |